# Lyulka AL-5
Il Lyulka AL-5 fu un motore turbogetto assiale sovietico, sviluppato dal Lyulka TR-3 nei primi anni cinquanta. Fu collaudato su numerosi prototipi, ma non fu mai accettato per la produzione di serie.

## Sviluppo
Il Lyulka TR-3A venne ridesignato come AL-5 dalle iniziali del capoprogettista Archip Michajlovič Ljul'ka nel 1950. Il motore adottava un singolo albero con un compressore assiale a sette stadi. La camera di combustione era anulare con 24 spruzzatori ed una turbina monostadio. L'ugello di scarico era a geometria fissa.
Fu installato sul MiG I-350, ma si spense quando la manetta venne riportata al minimo durante il primo volo il 16 giugno 1951. Nello stesso anno fu adottato anche dal Lavochkin La-190, venendo afflitto dagli stessi problemi. Finalmente l'AL-5 fu modificato nella versione AL-5G, nel tentativo di correggere i problemi di spegnimento e di migliorarne la spinta di 2 kN. Il nuovo modello venne quindi installato sul prototipo del bombardiere Ilyushin Il-46 nel 1952, ma venne scartato quando il bombardiere venne battuto dal concorrente Tupolev Tu-16.

## Velivoli utilizzatori
- Lavochkin La-190
- Mikoyan-Gurevich I-350
- Yakovlev Yak-1000
- Ilyushin Il-46